# Масібулеле Макепула
Масібулеле Макепула (англ. Masibulele Makepula; 3 березня 1973) — південноафриканський професійний боксер, чемпіон Всеафриканських ігор, чемпіон світу за версіями WBU (1998—2000) та WBO (2000) у першій найлегшій вазі, IBO (2002) у найлегшій вазі.

## Аматорська кар'єра
На Іграх Співдружності 1994 програв у другому бою.
На Всеафриканських іграх 1995 здобув три перемоги і став чемпіоном.
На Олімпійських іграх 1996 переміг Дебендра Тапа (Індія) і програв Рафаелю Лосано (Іспанія).

## Професіональна кар'єра
У вересні 1996 року провів перший професійний бій. Здобувши в ПАР тринадцять перемог поспіль, 12 з яких були достроковими, 22 вересня 1998 року у Медісон-сквер-гарден (Нью-Йорк) вийшов на бій за вакантний титул чемпіона світу за версією WBU у першій найлегшій вазі і здобув перемогу над Рафаелем Торресом (Домініканська Республіка) технічним рішенням в п'ятому раунді. Провівши два успішних захиста титулу, 19 лютого 2000 року вийшов на бій за вакантний титул чемпіона світу за версією WBO у першій найлегшій вазі і здобув перемогу над Джейкобом Матлала (ПАР) одностайним рішенням. Провівши ще один захист титулу WBU, Макепула звільнив титули WBU і WBO у першій найлегшій вазі у зв'язку з переходом до найлегшої ваги.
10 листопада 2000 року вийшов на бій проти непереможного чемпіона світу за версією IBF у найлегшій вазі Ірен Пачеко (Колумбія) і програв рішенням більшості.
Провівши 2001 року один переможний бій, 26 січня 2002 року в бою проти Мелвіна Маграмо (Філіппіни) технічним нокаутом в дев'ятому раунді завоював титул чемпіона IBO у найлегшій вазі. Вже в першому захисті 14 вересня 2002 року втратив титул, програвши рішенням більшості Мзукісі Сікалі (ПАР). В реванші 3 жовтня 2003 року Макепула програв Сікалі технічним нокаутом в четвертому раунді.